# Clare Stevenson
Vous lisez un « bon article » labellisé en 2018.
Pour les articles homonymes, voir Stevenson.
Clare Grant Stevenson est une militaire australienne, née le 18 juillet 1903 à Wangaratta et morte le 22 octobre 1988 à Sydney.
Elle est la seule dirigeante de la Women's Auxiliary Australian Air Force (WAAAF), de mai 1941 à mars 1946. En 2001, elle est décrite par Alan Stephens comme « la femme la plus importante de l'histoire de l'armée de l'air australienne ». Formée en tant que branche distincte de la Royal Australian Air Force (RAAF) en mars 1941, la WAAAF est la première et la plus importante branche militaire féminine d'Australie pendant la Seconde Guerre mondiale, comptant plus de 18 000 membres vers la fin de l'année 1944 et représentant plus de 30 % du personnel au sol de la RAAF.
Née et élevée dans l'État de Victoria, Stevenson est cadre supérieur au sein de la société Berlei lorsqu'elle est nommée à la tête de la WAAAF. Elle accède alors au grade de squadron leader, puis wing officer, avant d'être promue group officer en avril 1942. Elle reprend sa carrière civile lorsqu'elle quitte les forces aériennes en 1946. Longtemps active dans le domaine de l'éducation des adultes et de l'aide sociale, elle contribue, après sa retraite de Berlei en 1960, à la création de diverses associations caritatives, dont la Carers Association of New South Wales (aujourd'hui Carers NSW). Elle est honorée de l'ordre de l'Empire britannique et de l'ordre d'Australie pour l'ensemble de sa carrière militaire et civile.

## Études et début de carrière

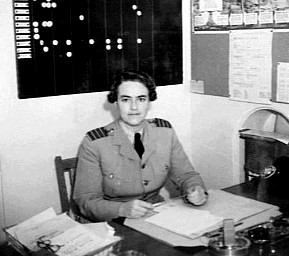
Clare Stevenson dans son bureau du quartier général de la Force aérienne royale australienne, en 1944.

Clare Stevenson est la cinquième enfant de Robert Logan Grant Stevenson et de son épouse Ada Pollie, née Griffiths. Lorsque Clare a quatre ans, sa famille déménage à Essendon, où elle fréquente d'abord la Winstow Girls' Grammar School puis l'Essendon High School, avant d'obtenir son certificat de fin d'études secondaires. En 1922, elle entre à la Faculté des sciences de l'université de Melbourne, mais passe à l'enseignement général après avoir échoué en chimie durant sa dernière année,. Elle pratique le hockey sur gazon dans plusieurs équipes universitaires, dont le Students' Representative Council et le Science Club. Elle devient présidente de l'association des étudiantes de l'université de Melbourne et obtient son diplôme d'enseignante en 1925.
L'année suivante, elle entame une carrière professionnelle au sein de la Young Women's Christian Association (YWCA). Fervente adepte de la formation continue, elle prodigue pendant ses deux premières années au sein de cette association des cours du soir pour des ouvriers,. Entre 1929 et 1931, elle occupe le poste de secrétaire du YWCA de Rockhampton (Queensland),. En 1932, elle devient chercheuse et instructrice dans la compagnie textile Berlei et, entre 1935 et 1939, représente l'entreprise à Londres en tant que cadre supérieure. Au début de la Seconde Guerre mondiale, Clare Stevenson retourne en Australie où elle supervise les recherches sur les nouveaux produits de Berlei et prend en charge la formation du personnel de vente.

## Directrice de la WAAAF

### Contexte
En réponse aux pressions de nombreuses femmes désirant participer à l'effort de guerre et afin de remplacer les hommes affectés hors du territoire australien, la Women's Auxiliary Australian Air Force (WAAAF) est créée le 25 mars 1941 et devient la première branche féminine de l'armée australienne,. Moins de 200 personnes sont recrutées lorsque Clare Stevenson accède au poste de directrice en juin ; ce nombre atteint environ un millier vers la fin de l'année. Pendant les trois premiers mois de son existence, la WAAAF est temporairement mise sous le commandement de Mary Bell, épouse d'un group captain de la Force aérienne royale australienne et ancienne commandant de la branche australienne du Women's Air Training Corps, une organisation féminine fondée en 1939 dont les membres sont des pilotes de l'aviation civile et militaire.

### Nomination

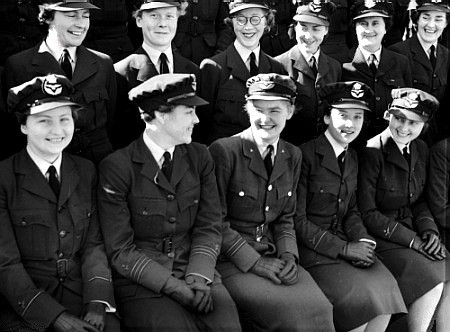
La wing officer Stevenson (au premier rang, deuxième à partir de la gauche) avec le personnel du dépôt no 1 de la WAAAF à Victoria, en août 1941.

À la fin de l'année 1940, Stevenson est nommée à la tête de la WAAAF. En raison de divers obstacles administratifs et sociaux, elle refuse le poste, bien qu'elle soit désireuse de participer à l'effort de guerre. Sa nomination est toutefois confirmée le 21 mai 1941,. Le directeur des ressources humaines des forces aériennes, l'air vice-marshal Henry Wrigley choisit Stevenson en raison de son parcours universitaire et de ses expériences dans la gestion des organisations féminines,. Doutant de ses compétences à endosser efficacement ce poste, Stevenson affirme avoir accepté cette nomination contre son gré. Après de nombreuses spéculations, elle devient officiellement directrice de la WAAAF le 9 juin 1941,.
Plutôt que de rester directrice adjointe sous les ordres d'une personne étrangère au service, Bell choisit de démissionner dès qu'elle apprend la nomination de Stevenson. À la demande de Wrigley, elle revient toutefois sur sa décision ; sa seule condition est de ne pas être promue au-delà de son grade de flight officer.

### Premiers défis
Stevenson a pour rôle de former tout le personnel de la WAAAF et veiller à leur bien-être, sans omettre d'aider à garder un certain niveau de moral, après les nombreuses critiques et moqueries émises à l'égard des membres. Profondément attachée à l'égalité de l'évolution de carrière sans distinction de sexe et d'origine sociale, elle doit faire face dès le début de sa carrière militaire à la discrimination des membres du gouvernement, dont beaucoup s'opposent à la création de son service. Le ministre de la Défense, Harold Thorby, déclare que « le monde de l'aviation militaire prive les femmes de leur environnement naturel, c'est-à-dire leur foyer et l'éducation de leur famille ». Plusieurs officiers supérieurs des forces aériennes, dont l'air marshal Richard Williams, considéré par les officiers des forces aériennes australiennes comme le « père de la RAAF », ainsi que le group captain Joe Hewitt, s'opposent également à la création de la WAAAF. Le chef d'état-major des Forces aériennes australiennes, l'air chief marshal Sir Charles Burnett, ayant précédemment commandé dans la Royal Air Force, a vu d'un bon œil la contribution de la Women's Auxiliary Air Force (WAAF, c'est-à-dire l'équivalent britannique) durant la bataille d'Angleterre en 1940, et soutient la création de la WAAAF mais, après que sa fille Sybil-Jean se soit vue écarter du poste de directrice du service, il se désintéresse très vite du sort de l'organisation.

### Contrôle de gestion
« Déjà lorsqu'elle étudiait à l'université, Stevenson démontrait un tempérament assez rebelle. En 1921, au Bureau des inscriptions, elle devait promettre de respecter les règlements 'dans la mesure où ils lui étaient applicables', mais elle dit à la place 'dans la mesure où ils me conviennent. »

— Despina Tramoundanis, extrait de l'ouvrage The WAAAF at war.
Après sa nomination, Stevenson donne la priorité à la formation et à l'hébergement des nouvelles recrues — qui sont enrôlées pour une période renouvelable de 12 mois — ainsi qu'à la conception de leurs uniformes. En arrivant au dépôt no 1 de la WAAAF à Malvern, dans l'État de Victoria, elle est frappée par « l'atmosphère de prison qui y règne ». Elle s'inspire par ailleurs de son expérience dans le commerce de détail pour concevoir les uniformes et établir les détails de l'organisation de son service. Stevenson est promue wing officer le 1er octobre 1941 et, le 1er avril 1942, accède au rang de group officer, grade le plus élevé jamais atteint par une membre active de la WAAAF. Elle supervise étroitement la sélection des nouvelles recrues et veille à ce que les mères célibataires obtiennent une chance de s'enrôler dans la WAAAF. Afin d'établir une norme élevée au niveau des compétences du personnel, Stevenson effectue une sorte d'entretien d'embauche avec chaque nouvelle stagiaire désirant devenir officier de la WAAAF,. Elle affirme à ce propos dans le quotidien The Advertiser : « Lors de mes entretiens avec les nouvelles candidates, je les préviens toujours de la difficulté des tâches au sein de la WAAAF, de façon que personne ne se précipite dans le service avec enthousiasme et ne le regrette plus tard ». Elle s'efforce de maintenir le moral du personnel en organisant des activités sportives et récréatives. Elle encourage également les officiers à suivre des cours de leadership en groupe. Le colonel Sybil Irving, chef de l'Australian Women's Army Service (AWAS), qui a observé attentivement les méthodes de formation de la WAAAF, déclare que Stevenson a « fait le travail pionnier le plus pertinent » pour que les femmes puissent être acceptées dans les forces armées,. Pour sa part, Stevenson affirme que son rôle de directrice de la WAAAF a été une « tâche difficile et souvent solitaire ».

### Les discriminations

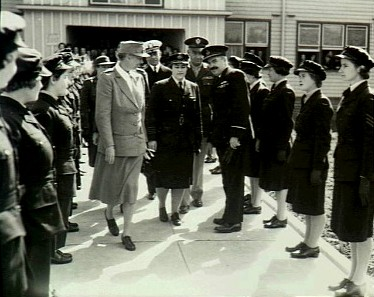
Stevenson (au centre), entourée de la première dame américaine, Eleanor Roosevelt (à gauche), et du commodore Frank Lukis (à droite), en septembre 1943.

Au début de l'année 1943, le ministère de la Défense propose une politique qui consiste à remplacer les officiers féminins de la WAAAF travaillant dans des emplois techniques par des hommes. Stevenson s'oppose à ce projet et court-circuite la chaîne hiérarchique en adressant directement une lettre au sous-chef d'état-major des forces aériennes, le commodore John McCauley. Dans la lettre, elle écrit : « J'affirme que c'est un gaspillage d'argent et de ressources en formation que d'enlever des officiers féminins, dûment formées, de services techniques comme le chiffre ou le bureau logistique, et de les remplacer par des hommes qui devront apprendre le travail ». Elle demande également au sous-chef d'état-major de mettre la pression sur le directeur des ressources humaines pour qu'il permette aux officiers féminins de garder leur emploi dans les postes administratifs et techniques. McCauley accepte les requêtes de Stevenson, mais Lukis en appelle à l'air vice-marshal George Jones, le chef d'état-major des forces aériennes. Lukis obtient gain de cause et fait subir à Stevenson ce que Joyce Thomson décrit comme une « réprimande cinglante », en l'obligeant notamment à lui présenter des excuses publiques. Néanmoins, les officiers féminins continuent d'occuper des postes techniques tout au long de l'évolution du service les deux années suivantes. En octobre 1944, la WAAAF atteint un effectif de 18 667 membres,. En juillet de la même année, les femmes représentent 31 % du personnel au sol des forces aériennes, dont 61 postes occupés auparavant par des hommes. À la fin de la guerre, environ 27 000 femmes ont servi dans la WAAAF.
À la création de la WAAAF, le gouvernement fédéral décrète que le personnel de ce service sera payé aux deux tiers du salaire d'un homme exerçant le même métier. De plus, les femmes militaires de la WAAAF peuvent être congédiées arbitrairement en cas d'infraction disciplinaire sans être jugées devant une cour martiale, ne peuvent participer aux rassemblements de la Force aérienne royale australienne que sur invitation, et enfin, peuvent être saluées uniquement par courtoisie, et non en raison du règlement qui impose le salut militaire. L'auteure Joyce Thomson affirme que ces conditions ont transformé les femmes de la WAAAF en « civiles en uniforme ».

### Reconnaissance et fin de service
Dans un rapport publié en juillet 1945, Joe Hewitt, devenu air commodore et directeur des ressources humaines des forces aériennes, écrit que Stevenson a fait preuve d'une « grande ardeur et d'une efficacité exceptionnelle dans l'exercice de ses fonctions ». Après la guerre, elle continue de diriger la WAAAF, jusqu'à ce qu'elle prenne sa retraite pour des raisons médicales le 22 mars 1946,. Souffrant d'une faiblesse musculaire récente du bras gauche ainsi que de douleurs sur le côté gauche du visage et du cou, les médecins lui diagnostiquent une névrite brachiale, liée aux injections de vaccins contre la fièvre typhoïde, le tétanos et la variole qu'elle a reçues en mai de l'année précédente, en préparation d'une visite — finalement annulée — à Manille. Dans son dernier discours en tant que directrice de la WAAAF, Stevenson encourage les membres du service à utiliser les expériences acquises dans la WAAAF dans la vie civile : 
« These are the things we shall miss—the comradeship, the knowledge of a common aim, the feeling that one is not alone—they all make life in the WAAAF very different from life in the outside world ... We must find a common aim—not of winning a war and working to free our prisoners of war—but winning something for our district from an unenlightened council or a disinterested public. »
« Nous regretterons ces moments uniques : la camaraderie profonde, le sentiment d'appartenir à un projet commun, cette certitude de ne jamais être seules. L'expérience au sein de la WAAAF transcende radicalement les interactions sociales ordinaires. Désormais, notre défi sera de maintenir cet esprit de corps, de redéfinir notre engagement. Notre mission ne se limitera plus à soutenir l'effort de guerre ou à œuvrer pour la libération des prisonniers. Nous aspirons à un objectif plus local et immédiat : faire entendre notre voix auprès de conseils municipaux indifférents et d'un public souvent apathique. »
Lors d'une interview avec le Sydney Morning Herald, elle affirme : « Notre service a aussi réussi à transformer quelques vieux truismes en mensonges... On ne pourra plus jamais dire que les femmes ne peuvent pas garder des secrets, car dans la WAAAF, elles ont accompli des tâches confidentielles et gardé des documents classés secret défense. On ne pourra pas non plus dire que les femmes ne peuvent pas travailler et vivre ensemble sans se chamailler ou recevoir d'ordres venant d'autres femmes,. »
Stevenson reçoit de la part de ses collègues officiers une broche ornée d'un bijou en guise de cadeau d'adieu, mais elle demande que ce présent soit vendu pour soutenir les études d'une ancienne membre de la WAAAF à l'université de Sydney. Après avoir été la première et la plus importante branche militaire féminine d'Australie en temps de guerre, la WAAAF est dissoute le 30 septembre 1946,. En 1950, elle est remplacée par une organisation ayant une structure similaire, la Women's Royal Australian Air Force (WRAAF). Les membres de la WRAAF entrent dans une échelle salariale égale à celle des hommes en 1972 et, cinq ans plus tard, le service devient partie intégrante de la Force aérienne royale australienne,,.

## Carrière d'après-guerre et héritage

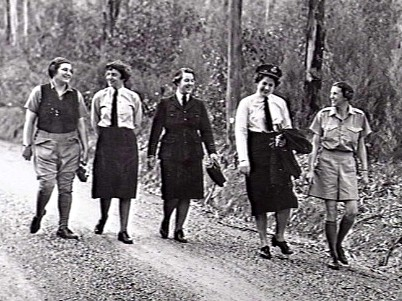
Stevenson (au centre) avec des membres de la WAAAF dans l'État de Victoria, en juillet 1944.

Lorsqu'elle quitte la WAAAF, Stevenson reprend sa carrière de cadre supérieur chez Berlei, jusqu'à sa retraite civile en 1960. Entre-temps, elle occupe le poste d'administratrice du Service Canteens Trust Fund, une organisation qui gère l'excédent d'argent dédié aux cantines des soldats durant la Seconde Guerre mondiale, versé ensuite aux familles des vétérans de la guerre. Stevenson garde un rapport cordial avec cette organisation durant les quarante années suivantes,. En 1948, elle obtient le Bachelor of Education, équivalent en France d’une licence en sciences de l'éducation. Présidente fondatrice du Council of Ex-Servicewomen's Associations,, elle est nommée membre de l'ordre de l'Empire britannique lors de la cérémonie d'anniversaire de la reine d'Angleterre en 1960, pour sa contribution en faveur des femmes militaires. Elle participe à la création du Scholarship Trust Fund for Civilian Widows' Children en 1963 et devient chargée de recherche au New South Wales Council on the Ageing (COTA) de 1969 à 1978. En 1975, elle participe à la création du Kings Cross Community Aid and Information Service, dont elle a été la présidente et membre du comité de gestion jusqu'en 1987.

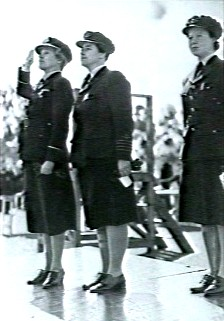
Stevenson (au centre) en compagnie de Lady « Zara » et de l'officier d'aviation Miller, en novembre 1942.

En 1980, Stevenson fonde la Carers Association of New South Wales, dont elle est également la présidente. Alors qu'elle travaille avec le COTA en 1974, elle prépare un rapport intitulé Dedication (Dévouement), qui souligne l'importance des aides prodiguées aux personnes âgées par leur famille et leurs amis. C'est ainsi qu'elle forme en 1976 un sous-comité du COTA composé d'aidants naturels, à partir duquel elle crée par la suite une association à part entière d'aidants naturels. En tant que présidente de cette association, Stevenson fait pression sur le gouvernement pour l'établissement d'une pension pour les aidants naturels de Nouvelle-Galles du Sud. Sa requête est satisfaite puisqu'une loi favorable à sa proposition est promulguée en 1985.
En 1981, pour célébrer le quarantième anniversaire de l'établissement de la WAAAF, Stevenson est invitée à diriger le contingent féminin au défilé de la journée de l'ANZAC à Sydney. En 1984, elle publie avec Honor Darling The WAAAF Book, un recueil de souvenirs d'anciens membres du service. Elle est nommée membre de l'ordre d'Australie en 1988 en reconnaissance des services qu'elle a rendus à sa communauté et de sa contribution en faveur des anciens combattants. Ses passe-temps sont la lecture, la musique classique et, durant sa jeunesse, le surf. 
Clare Stevenson meurt à Mona Vale le 22 octobre 1988. Son corps repose dans l'enceinte de l'Université de Sydney. Elle ne s'était jamais mariée. Sa mémoire est commémorée à la Carers Association (aujourd'hui Carers NSW) par les Clare Stevenson Memorial Lectures.